# Ivy Wolfe
Ivy Wolfe (Southern Pines, Carolina del Norte; 3 de septiembre de 1996) es una actriz pornográfica y modelo erótica estadounidense.

## Biografía
Ivy Wolfe nació en septiembre de 1996 en el pueblo de Southern Pines, ubicado en el condado de Moore del estado estadounidense de Carolina del Norte, en una familia con ascendencia nativoamericana, alemana e irlandesa. Comenzó trabajando como gerente en una tienda de sándwiches en Portland (Oregón).
Poco más se sabe de su biografía anterior al año 2017, cuand decidió ingresar en la industria pornográfica y debutar como actriz a los 21 años de edad. Su primera escena de sexo fue un trío chica-chico-chica.
Como actriz, ha grabado para productoras como Girlsway, Blacked, Burning Angel, New Sensations, Sweetheart Video, Twistys, Digital Playground, Pure Taboo, Vixen, Deeper, Zero Tolerance, Wicked Pictures, Girlfriends Films o 3rd Degree, entre otras.
En 2018 recibió su primera nominación en los Premios XBIZ en la categoría de Mejor escena de sexo en película tabú, junto a Ramón Nomar, por la película I Want My Sister 3.
Ese mismo año fue elegida, junto a Ella Knox, como copresentadora de los Premios XRCO, siendo elegidas ambas como las "Heart-On Girls" de los galardones en dicha edición.
Fue elegida Pet of the Month de la revista Penthouse en octubre de 2018.
En 2019 recibió sendas nominaciones en los Premios AVN y XBIZ a Mejor actriz revelación, ganando en los AVN dicho premio a Mejor actriz revelación.
También en 2019 se llevó el premio AVN a la a la Mejor escena de sexo lésbico en grupo por A Flapper Girl Story y el premio XBIZ a la Mejor escena de sexo en película lésbica por After Dark junto a Janice Griffith.
Ha aparecido en más de 270 películas como actriz.
Algunas películas suyas son Bare, Music Box, Second First Date, Squirting Teens, That Ass In Yoga Pants 4, Twisted Passions 24 o Who's Your Daddy? 18.

## Premios y nominaciones
| Año  | Ceremonia       | Resultado | Premio                                                 | Trabajo                          |
| ---- | --------------- | --------- | ------------------------------------------------------ | -------------------------------- |
| 2018 | Premios XBIZ    | Nominada  | Mejor escena de sexo en película tabú                  | I Want My Sister 3               |
| 2018 | Premios XCritic | Nominada  | Mejor actriz revelación                                | —                                |
| 2019 | Premios AVN     | Ganadora  | Mejor actriz revelación                                | —                                |
| 2019 | Premios AVN     | Nominada  | Mejor actriz en mediometraje                           | Sugar                            |
| 2019 | Premios AVN     | Nominada  | Mejor escena de sexo chico/chica                       | Déjà Vu                          |
| 2019 | Premios AVN     | Nominada  | Mejor escena de sexo lésbico                           | Sage Union                       |
| 2019 | Premios AVN     | Ganadora  | Mejor escena de sexo lésbico en grupo                  | A Flapper Girl Story             |
| 2019 | Premios AVN     | Nominada  | Premio fan: Debutante más caliente                     | —                                |
| 2019 | Premios XBIZ    | Nominada  | Mejor actriz revelación                                | —                                |
| 2019 | Premios XBIZ    | Ganadora  | Mejor escena de sexo en película lésbica               | After Dark                       |
| 2019 | Premios XBIZ    | Nominada  | Mejor escena de sexo en película de parejas o temática | The Wolfe Next Door              |
| 2019 | Premios XRCO    | Nominada  | Nueva estrella del año                                 | —                                |
| 2020 | Premios AVN     | Ganadora  | Mejor actriz en mediometraje                           | Games We Play                    |
| 2020 | Premios AVN     | Nominada  | Mejor actuación solo / tease                           | My First                         |
| 2020 | Premios AVN     | Nominada  | Mejor escena de sexo chico/chica                       | If It Feels Right                |
| 2020 | Premios XBIZ    | Ganadora  | Mejor actriz en película parodia                       | The Rules                        |
| 2020 | Premios XBIZ    | Nominada  | Mejor actriz en película de temática erótica           | If It Feels Right                |
| 2020 | Premios XBIZ    | Nominada  | Mejor escena de sexo en película lésbica               | Honeymoon                        |
| 2020 | Premios XBIZ    | Nominada  | Mejor escena de sexo en película parodia               | The Rules                        |
| 2020 | Premios XBIZ    | Ganadora  | Mejor escena de sexo en película tabú                  | The Rules                        |
| 2021 | Premios AVN     | Ganadora  | Aparición mainstream del año                           | —                                |
| 2023 | Premios AVN     | Nominada  | Mejor escena de sexo chico/chica                       | Hardcore Blondes                 |
| 2023 | Premios XBIZ    | Nominada  | Mejor escena de sexo en película lésbica               | Lesbian Hardcore 2               |
| 2023 | Premios XBIZ    | Nominada  | Mejor escena de sexo en película vignette              | Stars 3                          |
| 2024 | Premios AVN     | Nominada  | Mejor actriz                                           | Reckless                         |
| 2024 | Premios AVN     | Nominada  | Mejor escena de sexo en grupo                          | Deluxe Service                   |
| 2024 | Premios AVN     | Nominada  | Mejor escena de trío                                   | VR Slut Cheats With the Lawn Guy |
| 2024 | Premios AVN     | Nominada  | Mejor escena de sexo en pareja en realidad virtual     | Barbie (A Porn Parody)           |
| 2024 | Premios XBIZ    | Nominada  | Mejor actuación de reparto                             | Reckless                         |
| 2024 | Premios XBIZ    | Nominada  | Mejor escena de sexo en película protagonista          | Reckless                         |